# NGC 2297
NGC 2297 је спирална галаксија у сазвежђу Сликар која се налази на NGC листи објеката дубоког неба.
Деклинација објекта је - 63° 43' 3" а ректасцензија 6h 44m 24,5s. Привидна величина (магнитуда) објекта NGC 2297 износи 12,6 а фотографска магнитуда 13,4. NGC 2297 је још познат и под ознакама ESO 87-40, FAIR 256, IRAS 06440-6339, PGC 19524.